# William N. Haskell

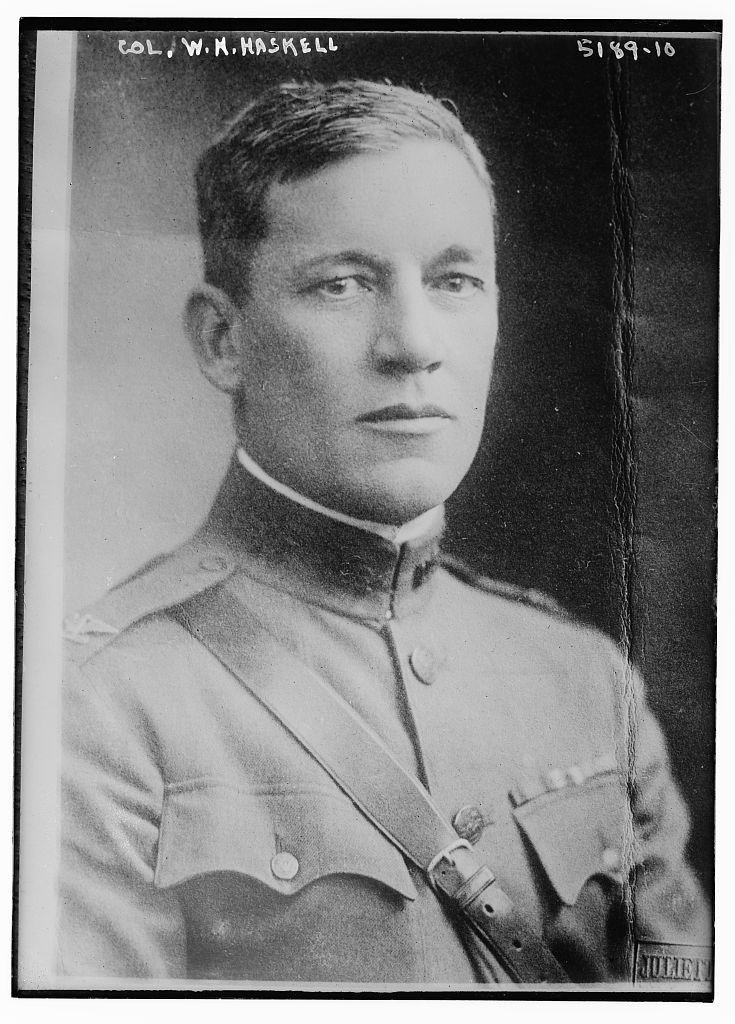
William Nafew Haskell Jr. circa 1918

William Nafew Haskell Jr. (* 13. August 1878 in Albany, New York; † 13. August 1952 in Greenwich, Connecticut) war ein US-amerikanischer Offizier und Mitarbeiter der American Relief Administration.

## Leben

### Ausbildung für eine Armeekarriere
Haskell besuchte von 1897 bis 1901 die United States Military Academy in West Point und heiratete anschließend die ebenfalls in Albany geborene Winifred Farrell (1879–1964), mit der er drei Söhne und eine Tochter hatte.
Er gehörte der 29. Infanterie-Division der US Army an und tat – zum Schluss im Rang eines „Captain“ – sechs Jahre lang Dienst auf den Philippinen während und nach dem Philippinisch-Amerikanischen Krieg. Haskell absolvierte die „Army School of Line“ und die Generalstabsschule („Army Staff College“) in Fort Leavenworth. Die „Mexikanische Expedition“ erlebte er 1916 und 1917 als Kommandeur des 69. Infanterieregiments, „Fighting 69th“ genannt, dessen Ruf als bestorganisierte Einheit an der Grenze unbestritten mit seiner Person verbunden wurde. General Pershing beförderte Haskell zum Lieutenant Colonel und jener wechselte von Camp Upton zum europäischen Kriegsschauplatz, wo er als Kommandeur seine alte Einheit, die nun „165th United States Infantry“ hieß, wieder übernahm. In Frankreich wurde er „Chief of Staff“ der „American Second Army“ und aus dieser Position heraus zum Hohen Kommissar der Alliierten im Nahen Osten ernannt. Hoher Kommissar in Armenien wurde Haskell durch die Alliierten am 5. Juli 1919.

### Vertrautwerden mit Hilfswerken
Er war gerade aus Rumänien zurückgekehrt, wo es um die Verteilung von Hilfsgütern an die Bevölkerung ging, und neben der Verantwortung für alle wirtschaftlichen Fragen überhaupt, war dies auch der wichtigste Gesichtspunkt seines Einsatzes in Armenien. Später wurde vom britischen Lord Mayor’s Fund kritisiert, Haskell habe für das Land bestimmte Hilfsgüter anderweitig verkauft und damit Aserbaidschans Kriegsanstrengungen gegen Armenien begünstigt. Ansonsten wurde der Auftrag von Haskell in bemerkenswerter Weise erfüllt und man kommandierte ihn ab nach Washington, wo er am Kriegsministerium für das Büro des stellvertretenden Kriegsministers J. Mayhew Wainwright arbeitete.
Als die American Relief Administration 1921 wegen einer katastrophalen Hungersnot in Russland erneut gefordert war, erschien Herbert Hoover Haskell als die geeignetste Person für die Leitung des Einsatzes. Haskell brach im August 1921 nach Moskau auf und dirigierte, von seinen militärischen Dienstpflichten befreit, die „A.R.A. Russian Unit“. Dafür, den Kongress zu einer Bewilligung eines Zuschusses zu bewegen, war die beachtliche Zahl seiner Unterstützer in der Nationalgarde von Nutzen, und sein Einfluss auf die römisch-katholische Oberschicht, die dem Wirken der A.R.A. dis dahin gleichgültig, wenn nicht ablehnend gegenübergestanden hatte.
Bewährtes A.R.A.-Personal, das noch die Erfahrung des Belgischen Hilfswerks gemacht hatte, sah indes einen nun allzu militärisch ausgeprägten Organisationstyp auf sich zukommen. Tatsächlich wurde die gewohnte, eher formlose Struktur unter den von Haskell mitgebrachten Kräften durch eine Stablinienorganisation ersetzt, was zu derartigen Problemen führte, dass Haskells „executive officer“ ausgetauscht werden musste. Den ebenfalls anfangs starken Vorbehalten der sowjetischen Regierung zum Trotz – man befürchtete die Begünstigung konterrevolutionärer Aktivitäten – brachte Haskell es aber fertig, dass neun Millionen Menschen, die ansonsten verhungert wären, Nahrungsmittel aus den USA erhielten. Er unterbrach seinen Aufenthalt am 11. Juli 1922 um nach New York zu reisen, wo Ende des Monats die Entscheidung fiel, die Hilfsaktion bis zur nächsten Ernte fortzusetzen. Am 20. Juli 1923 löste er das Hauptquartier der „Russian Division“ auf. Haskell hatte sich zum Befürworter einer Wiederaufnahme von Wirtschaftsbeziehungen mit Russland entwickelt. Hoover allerdings weigerte sich, den Kriegsminister um eine Verlängerung von Haskells Freistellung zu bitten, derart, dass jener eine Stelle bei der Russisch-Amerikanischen Handelskammer hätte annehmen können. Bereits im Dezember 1922 war Haskell vom Amerikanischen Roten Kreuz zum Hohen Kommissar für Griechenland ernannt worden, wo er sich um das Flüchtlingsproblem kümmern sollte, das aus dem Griechisch-Türkischen Krieg entstanden war.

### Langzeitkommandeur bei der New Yorker Nationalgarde
1926 gab Haskell seine Armeestelle auf, um entsprechend dem Wunsch von Gouverneur Alfred E. Smith Kommandant der New York National Guard im Rang eines Generalmajors zu werden.
Als „Major General“ kommandierte Haskell von Oktober 1940 bis Oktober 1941 die „27th Infantry Division“. Seine Laufbahn beendete er im Rang eines „Lieutenant General“. Er wurde anschließend in Washington „executive director“ der neu gegründeten Army Emergency Relief.

### Neue Herausforderungen nach der Pensionierung
Am 17. Juli 1943 verstarb in seinem Amt als Vizegouverneur von New York Thomas W. Wallace. Zunächst fungierte Joe R. Hanley als kommissarischer Vizegouverneur und trat auch in der nachfolgenden Nachwahl (special election) für das Amt des Vizegouverneurs an. Haskell wurde von den Demokraten als Gegenkandidat aufgestellt, unterlag aber am 2. November 1943.
Erneut in leitender Position stand Generalleutnant Haskell schließlich jener Organisation vor, die nach dem Zweiten Weltkrieg mit der Verteilung der CARE-Pakete auch in Deutschland Not linderte.